# Земеровков гимнур
Земеровковият гимнур (Neotetracus sinensis) е вид дребен бозайник от семейство Таралежови (Erinaceidae), единствен представител на род Neotetracus.

## Разпространение
Видът е разпространен в субтропичните вечнозелени гори в южен Китай и съседни части на Мианмар и Виетнам, обикновено на надморска височина от 1500 до 2700 метра.

## Описание
Активни са през нощта, а през деня се крият в тунели под земята. Те са най-дребните представители на Таралежовите с дължина около 10 сантиметра.